# ABC-dragt
En ABC-dragt (også NBC-dragt, CBRN-dragt og kemikalieindsatdragt) er et stykke beklædning, der giver beskyttelse imod direkte kontakt med farlige Atomare / Nucleare, Biologiske og kemiske (Chemical) substanser. Deraf navnet.
ABC-dragter bruges typisk af militære enheder som beskyttelse mod biologiske våben, kemiske våben eller radioaktivt nedfald i tilfælde af en atomkrig. Varianter af dragten bruges også af fx redningsberedskabet som beskyttelse i tilfælde af angreb med masseødelæggelsesvåben eller ved redningsarbejde og oprydning efter fx kemikalieudslip. Dragten bruges sammen med en ABC-maske eller et trykluftsapparat, der beskytter ansigt og luftveje.